# Пойнт-Гоуп (Аляска)
Пойнт-Гоуп (англ. Point Hope) також Тікігак (інуїт. Tikiġaq)— місто (англ. city) в США, в окрузі Норт-Слоуп штату Аляска. Населення — 830 осіб (2020).

## Географія
Пойнт-Гоуп розташований за координатами 68°20′38″ пн. ш. 166°40′22″ зх. д. / 68.34389° пн. ш. 166.67278° зх. д. (68.343946, -166.672880).  За даними Бюро перепису населення США в 2010 році місто мало площу 12,66 км², з яких 12,48 км² — суходіл та 0,18 км² — водойми. В 2017 році площа становила 13,64 км², з яких 12,80 км² — суходіл та 0,84 км² — водойми.

## Демографія
Згідно з переписом 2010 року, у місті мешкали 674 особи в 186 домогосподарствах у складі 147 родин. Густота населення становила 53 особи/км².  Було 221 помешкання (17/км²).
Расовий склад населення:
| - 89,5 % — корінних американців - 5,8 % — білих - 0,4 % — чорних або афроамериканців |

До двох чи більше рас належало 4,2 %. Частка іспаномовних становила 1,9 % від усіх жителів.
За віковим діапазоном населення розподілялося таким чином: 35,3 % — особи молодші 18 років, 58,5 % — особи у віці 18—64 років, 6,2 % — особи у віці 65 років та старші. Медіана віку мешканця становила 25,3 року. На 100 осіб жіночої статі у місті припадало 109,3 чоловіків;  на 100 жінок у віці від 18 років та старших — 122,4 чоловіків також старших 18 років.
Середній дохід на одне домашнє господарство  становив 69 820 доларів США (медіана — 57 292), а середній дохід на одну сім'ю — 73 493 долари (медіана — 57 188). Медіана доходів становила 44 375 доларів для чоловіків та 39 167 доларів для жінок. За межею бідності перебувало 17,6 % осіб, у тому числі 22,3 % дітей у віці до 18 років та 6,3 % осіб у віці 65 років та старших.
Цивільне працевлаштоване населення становило 176 осіб. Основні галузі зайнятості: освіта, охорона здоров'я та соціальна допомога — 34,1 %, публічна адміністрація — 19,3 %, роздрібна торгівля — 14,2 %, будівництво — 14,2 %.